# Scotopteryx duponti
Scotopteryx duponti är en fjärilsart som beskrevs av Thierry-mieg 1907. Scotopteryx duponti ingår i släktet backmätare, och familjen mätare. Inga underarter finns listade.